# Bauernzeitung (Schweiz)
Die Bauernzeitung (Eigenschreibweise BauernZeitung) gehört zu den grössten landwirtschaftlichen Fachzeitungen der Schweiz. Sie erscheint jeden Freitag in drei Regionalausgaben. Jeweils im Februar und November erscheinen Spezialausgaben zu den grossen landwirtschaftlichen Messen in der Schweiz (Agrama, Tier & Technik, Suisse Tier).
Die Bauernzeitung berichtet wöchentlich in der Printausgabe und täglich auf dem Onlinekanal über relevante Themen aus der nationalen und internationalen Landwirtschaft: Produktion, Betriebsführung, Agrarpolitik, Markt und Landleben.

## Geschichte
Die Bauernzeitung ist hervorgegangen aus dem Zentralblatt der Land- und Milchwirtschaft (gegründet 1912), dem Organ des Zentralverbandes Schweizerischer Milchproduzenten (ZVSM, heute Schweizer Milchproduzenten SMP) und den Brugg-Informationen (gegründet 1975; Zusammenlegung der Schweizerischen Bauernzeitung mit der Schweizerischen Marktzeitung der Preisberichtstelle), dem Organ des Schweizerischen Bauernverbandes (heute Schweizer Bauernverband, SBV). Gleichzeitig mit der ersten Ausgabe der Bauernzeitung am 7. Januar 1994 erschien die erste Ausgabe der Bauernzeitung Zentralschweiz. Sie ist die Nachfolgepublikation von Der Landwirt, Sursee, und der Innerschweizer Bauernzeitung, Brunnen.
Die Bauernzeitung Nordwestschweiz, Bern und Freiburg erschien erstmals am 13. Januar 1995. In ihr ging 1996 das Nordwestschweizer Bauernblatt, Solothurn, auf. 1997 wurde der Kanton Aargau in die Bauernzeitung Zentralschweiz und Aargau integriert.  Nachdem die Bauernzeitung im ersten Erscheinungsjahr gratis in alle Bauernhaushalte verschickt worden war, erfolgte 1995 die Umwandlung in eine abonnierte Zeitung.
Im Frühjahr 2011 wurde das Konzept einer Landwirtschaftszeitung für die gesamte Deutschschweiz mit ausgebauter Berichterstattung aus den Regionen durch den Aufbau einer Redaktion in Winterthur für die Ostschweizer Kantone und Zürich abgeschlossen.

## Inhalte
Die Inhalte der Bauernzeitung bestehen aus fünf Hauptkategorien: Aktuell, Regionen, Landleben, Betrieb und Märkte.

## Chefredaktion
| Von  | Bis          |               |
| ---- | ------------ | ------------- |
| 1994 | 2016         | Ruedi Hagmann |
| 2016 | 2023         | Adrian Krebs  |
| 2023 | auf Weiteres | Simone Barth  |